# Kreis Gotha
| Basisdaten                       | Basisdaten                                                 |
| -------------------------------- | ---------------------------------------------------------- |
| Bezirk der DDR                   | Erfurt                                                     |
| Kreisstadt                       | Gotha                                                      |
| Fläche                           | 768 km² (1989)                                             |
| Einwohner                        | 142.325 (1989)                                             |
| Bevölkerungsdichte               | 185 Einwohner/km² (1989)                                   |
| Kfz-Kennzeichen                  | F und L (1952–1990) LL, LM, LN (1974–1990) GTH (1991–1994) |
|                                  |                                                            |
| Der Kreis Gotha im Bezirk Erfurt |                                                            |

Der Kreis Gotha war ein Landkreis im Bezirk Erfurt der DDR. Ab 1990 bis 1994 bestand er als Landkreis Gotha im Land Thüringen fort. Sein Gebiet liegt heute im Landkreis Gotha in Thüringen. Der Sitz der Kreisverwaltung befand sich in Gotha.

## Geographie

### Nachbarkreise
Der Kreis Gotha grenzte im Uhrzeigersinn im Norden beginnend an die Kreise Langensalza, Erfurt-Land, Arnstadt, Suhl-Land, Schmalkalden, Bad Salzungen und Eisenach.

## Geschichte
Der Kreis Gotha wurde im Zuge der Verwaltungsreform in der DDR am 25. Juli 1952 aus dem Landkreis Gotha gebildet. Dabei wurde die zuvor im Landkreis Gotha befindliche Gemeinde Crawinkel im Südosten  an den Kreis Arnstadt abgegeben, die Gemeinden Neudietendorf, Apfelstädt, Kornhochheim, Ingersleben, Bischleben, Stedten an der Gera, Rhoda, Gamstädt, Töttelstädt, Bienstädt, Kleinfahner, Gierstädt, Großfahner und Döllstädt im Osten des Landkreises kamen an den Kreis Erfurt-Land bzw. direkt zur Stadt Erfurt (Bischleben, Rhoda und Stedten).
Im Norden kamen an den Kreis Langensalza die Gemeinden: Herbsleben, Gräfentonna, Burgtonna, Uleben, Eckardtsleben, Aschara, Wiegleben, Tüngeda, Craula, Reichenbach am Hainich und Behringen. Außerdem wurden Kleinschmalkalden im Südwesten an den Kreis Schmalkalden und Oberhof im Süden an den Kreis Suhl-Land abgeben. An den neuen Kreis Gotha kamen die zuvor im Landkreis Erfurt befindlichen Gemeinden Tröchtelborn, Mühlberg und Wandersleben.
Damit war der Kreis Gotha wesentlich kleiner als sein Vorgänger, der Landkreis Gotha. Kreisstadt war Gotha, die gleichzeitig mit der Kreisbildung ihren Status als kreisfreie Stadt verlor.
Städte im Kreis waren neben Gotha auch Waltershausen, Ohrdruf, Tambach-Dietharz und Friedrichroda (alle am Nordrand des Thüringer Waldes gelegen). Angrenzende Kreise waren der Kreis Langensalza im Norden, der Kreis Erfurt-Land im Osten, der Kreis Arnstadt im Südosten, der Kreis Suhl-Land im Süden, der Kreis Schmalkalden im Südwesten, der Kreis Bad Salzungen im Westen und der Kreis Eisenach im Nordwesten.
Im Norden war der Kreis landwirtschaftlich geprägt, während im Süden die Industrie dominierte (z. B. Multicar in Waltershausen). Auch gab es in den Orten des Thüringer Waldes bedeutenden Tourismus (insbesondere in Friedrichroda und Tabarz).
Am 17. Mai 1990 wurde der Kreis in Landkreis Gotha umbenannt.
Im Zuge der Thüringer Kommunalreform wurde am 1. Juli 1994 der Landkreis Gotha aufgelöst. Er ging im neuen Landkreis Gotha auf.

## Gemeinden
Die folgende Liste enthält alle Gemeinden, die dem Kreis Gotha in der DDR angehörten und alle Gebietsänderungen bis 1990.
| - Aspach - Ballstädt - Boilstädt, am 30. April 1990 neugebildet - Brüheim - Bufleben - Catterfeld - Ebenheim - Eberstädt, am 1. Januar 1976 zu Sonneborn - Emleben - Engelsbach, am 1. Januar 1957 neugebildet - Ernstroda - Eschenbergen - Finsterbergen - Fischbach - Friedrichroda, Stadt - Friedrichswerth - Friemar - Fröttstädt - Georgenthal - Goldbach - Gospiteroda - Gotha - Grabsleben - Gräfenhain - Günthersleben - Haina - Hausen, am 1. April 1974 zu Bufleben - Herrenhof - Hochheim - Hohenkirchen - Hörselgau - Laucha - Leina - Luisenthal - Mechterstädt | - Metebach - Molschleben - Mühlberg - Nauendorf - Ohrdruf - Petriroda - Pferdingsleben - Pfullendorf, am 1. April 1974 zu Bufleben - Remstädt - Röhrensee, am 1. Januar 1957 zum Kreis Arnstadt - Schmerbach, am 20. Juni 1957 neugebildet - Schönau vor dem Walde - Schwabhausen - Schwarzhausen - Seebergen - Sonneborn - Sundhausen, am 1. April 1974 zu Gotha - Tabarz - Tambach-Dietharz - Teutleben - Tröchtelborn - Trügleben - Tüttleben - Uelleben - Waltershausen - Wandersleben - Wangenheim - Warza - Wechmar - Weingarten - Westhausen - Winterstein - Wipperoda, am 1. April 1974 zu Schönau vor dem Walde - Wölfis |

## Kfz-Kennzeichen
Den Kraftfahrzeugen (mit Ausnahme der Motorräder) und Anhängern wurden von etwa 1974 bis Ende 1990 dreibuchstabige Unterscheidungszeichen, die mit den Buchstabenpaaren LL, LM und LN begannen, zugewiesen. Die letzte für Motorräder genutzte Kennzeichenserie war LX 40-01 bis LX 70-00.
Das Kfz-Zeichen lautete seit Anfang 1991 GTH.